# 킥스아이

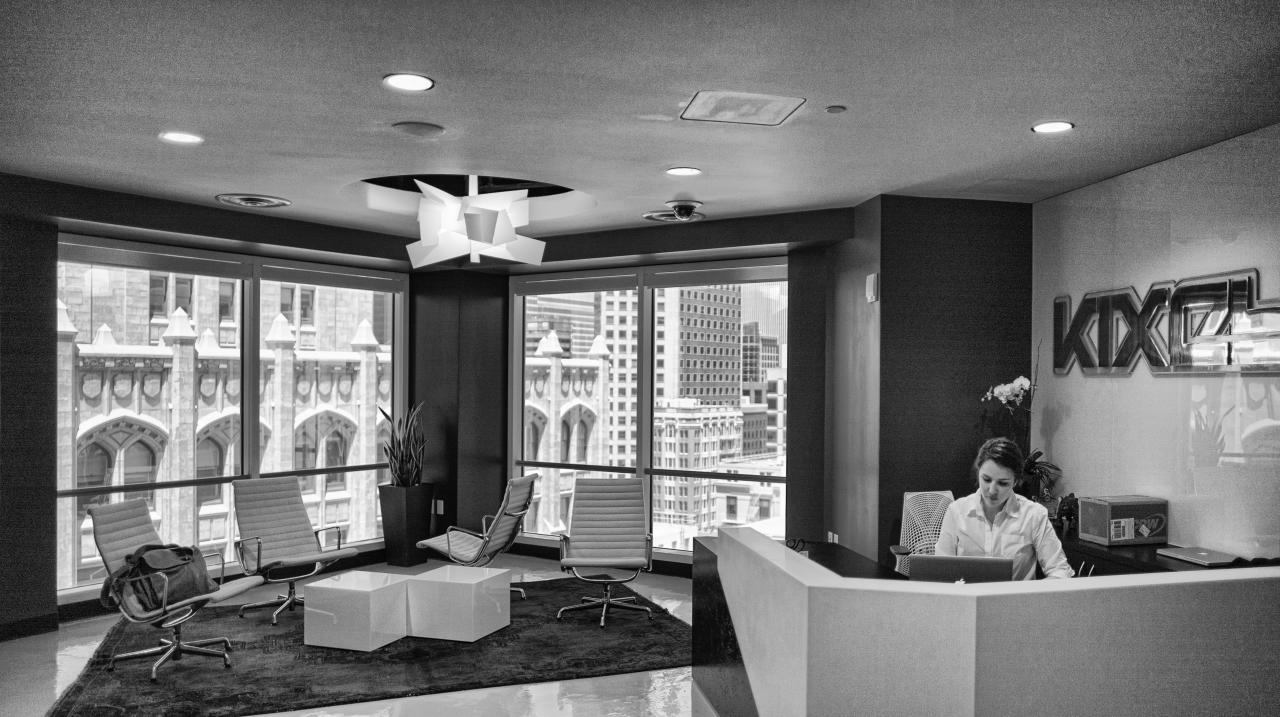
킥스아이 (2012)

킥스아이(KIXEYE, 구 Casual Collective)는 샌프란시스코, 캘리포니아 기반의 온라인 전략 게임 개발회사로 매달 5백만 명 이상의 유저가 있다.

## 역사
개발자 데이비드 스콧(David scott)과 폴 프리스(Paul preece)는 13개의 플래시게임 개발을 시작으로 킥스아이(구 캐주얼 콜렉티브)를 설립했다.

## 게임 목록

### 워 커맨더: 로그 어썰트(War Commander: Rogue Assault)
네이버에 공식카페가 있으나, 관리가 되지않아. 국내 유저들이 해외 커뮤니티에 접속하여 업데이트 내용을 전달하고있다.